# Боргето (Пјаченца)
Боргето (итал. Borghetto) је насеље у Италији у округу Пјаченца, региону Емилија-Ромања.
Према процени из 2011. у насељу је живело 175 становника. Насеље се налази на надморској висини од 57 м.